# تاريخ الصين العسكري

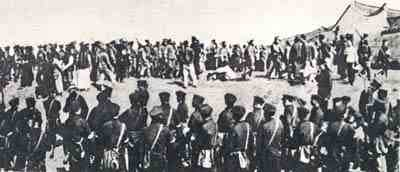
جيش جمهورية الصين (1912–1949)، أسرة تشينغ، ثورة شينهاي

يمتد تاريخ الصين العسكري من 1500 سنه قبل الميلاد حتى الوقت الراهن. وتمتلك الصين أطول فترة متواصلة من التطور للثقافة العسكرية لأي حضارة في تاريخ العالم، وكانت تملك أكثر جيوش العالم تطور لفترة طويله امتدت من 200 عام قبل الميلاد إلى القرن السادس عشر ميلادي. ومثل تاريخ الصين يقسم التاريخ العسكري الصيني إلى ثلاث مراحل: الأولى الصين القديمة والثانية إمبراطورية الصين والثالثة الصين الحديثة. وحكم كل فترة عدة تهديدات مختلفه تنوعت من هجمات البدو من المغول إلى هجوم الغرب الاستعماري لاحقاً.

## الحرب في الصين القديمة
أول معركة هامة سجلت في تاريخ الصين هي هزيمة الإمبراطور الأصفر شي يو واستقرار هيواكسي في وادي النهر الأصفر.
الصين القديمة خلال عهد سلالة شانج كانت في العصر البرونزي وتعتمد علي العجلات الحربية، وكان خلع شانج وسيطره سلالة ذو بدايه خلق العصر الإقطاعي وحصر العسكرية بطبقه الارستقراطية من المحاربين على العجلات الحربية.
معظم جيوش هذا الوقت كانت مقسمه إلى ثلاث اقسام ولكن من الممكن أن تختلف أيضًا معظم المشاة كانوا مسلحين بالحراب والبلطات. وفي القرن الرابع قبل الميلاد استخدمت النبال والتي ادت إلى نهاية العجلات الحربية. الصين مهد الصناعات العسكرية مثل البارود.